# Jimmy Witherspoon
James John Witherspoon, ps. „Spoon” (ur. 18 sierpnia 1921 w Gurdon, zm. 18 września 1997 w Los Angeles) – afroamerykański wokalista bluesowy i jazzowy.

## Życiorys
Wychował się w rodzinie religijnej, rodzice byli członkami chóru w kościele baptystów. Jego ojciec, Leonard, był kolejarzem Missouri Pacific Railroad. Zmarł, gdy Jimmy był jeszcze dzieckiem. Matka, Eva z d. Tatum, była pianistką–amatorką i grała w kościele. Nie znosiła bluesa, uważając tę muzykę za „prostacką i brudną”. Mimo to, w młodym wieku słuchał bluesa i innej świeckiej muzyki w radiu i szafach grających. Natomiast śpiewać zaczął w wieku sześciu lat. Występował w chórze kościelnym. W tym czasie wygrał konkurs wokalny hrabstwa Clark.
W końcu lat 30. prawdopodobnie uciekł z domu do Los Angeles. Zarobkował zmywaniem naczyń w sklepowym barze. W wolnym czasie bywał w klubach bluesowych i jazzowych w dzielnicy Central Avenue. Poznał tam kilku znanych bluesmanów, m.in. swojego idola, wokalistę Big Joego Turnera, oraz początkującego gitarzystę elektrycznego T-Bone Walkera, który zaprosił go do zespołu, w którym grał, i nakłonił do śpiewania.
Po przystąpieniu Stanów Zjednoczonych do II wojny światowej, rozpoczął w 1942 służbę w amerykańskiej marynarce handlowej, dostarczającej zaopatrzenie brytyjskim siłom zbrojnym w Azji. Na statku był kucharzem. Podczas urlopu w indyjskiej Kalkucie śpiewał w grającej w Hotelu Grand orkiestrze pianisty Teddy’ego Weatherforda. Koncerty zespołu były transmitowane przez radio w ramach American Forces Network dla żołnierzy amerykańskich rozmieszczonych za granicą.
Po powrocie do kraju przeprowadził się z matką w 1945 do rejonu zatoki San Francisco. Zatrudnił się jako wokalista w The Waterfront Café niedaleko Vallejo. Kiedy do miasta w ramach swojego tournée przyjechał pianista Jay McShann, którego grupę właśnie opuścił wokalista, zgłosił się do niego z propozycją wspólnego występu. „Spoon” wyszedł na scenę i zaśpiewał przebój „Wee Baby Blues” Joego Turnera i parę innych numerów, i dostał niezłe oklaski – wspominał pianista. Następnego wieczoru w Stockton, kolejnym punkcie na trasie McShanna, śpiewał już jako członek jego zespołu. Nagrywał z nim także płyty. Swojego pierwszego nagrania pod własnym nazwiskiem, ale z towarzyszeniem grupy McShanna, dokonał w 1947. Dwa lata później w takim samym zestawieniu nagrał swój pierwszy i zarazem największy przebój Ain’t Nobody's Business. Ten jeden z pierwszych standardów bluesowych był najlepiej sprzedawaną w 1949 w Stanach Zjednoczonych race record – płytą z muzyką afroamerykańską i szybko stał się jego utworem rozpoznawczym. Do 1952 na listach bestsellerów muzyki R&B uplasowały się jeszcze takie jego utwory, jak In the Evening (nowa wersja znanego bluesa Leroya Carra (In the Evening) When the Sun Goes Down, No Rollin’ Blues, Big Fine Girl i The Wind Is Blowin’. Popularnością cieszyły się także śpiewane przez niego bluesy: Failing by Degrees, New Orleans Woman oraz jego kompozycja Times Gettin’ Tougher Than Tough.
W pierwszej połowie lat 50. jego – uznana za niemodną – wokalistyka blues shoutera przestała interesować słuchaczy. W rezultacie nierzadko borykał się z kłopotami finansowymi. W 1953 ogłosił bankructwo. Do łask publiczności przywrócił go w 1959 owacyjnie przyjęty występ na festiwalu jazzowym w kalifornijskim Monterey oraz album Jimmy Witherspoon at the Monterey Jazz Festival. Na estradzie towarzyszyli mu wówczas luminarze jazzu: trębacz Roy Eldridge, klarnecista Woody Herman, saksofoniści Ben Webster i Coleman Hawkins, pianista Earl Hines oraz perkusista Mel Lewis.
W 1961 po raz pierwszy pojawił się w Europie, odbywając tournée z zespołem trębacza Bucka Claytona. Później jeszcze wielokrotnie przyjeżdżał na Stary Kontynent. Szczególnie często wracał do Wielkiej Brytanii, występując i nagrywając płyty również z muzykami brytyjskimi, m.in. saksofonistą Dickem Morrisseyem i gitarzystą Terrym Smithem. W 1971 nagrał także album Guilty! (później wydany pt. Black & White Blues), wspólnie z Ericem Burdonem, byłym wokalistą grup The Animals i War. Później występował głównie ze swoim zespołem, w którym przez dłuższy czas grali przyszli członkowie grupy Yellowjackets: gitarzysta Robben Ford i klawiszowiec Russell Ferrante.
Oprócz muzyki okazjonalnie zajmował się również aktorstwem. W 1974 zagrał tytułową rolę w filmie kryminalnym The Black God Father. W 1990 wystąpił w komedii To Sleep with Anger, a w 1995 dramacie obyczajowym Georgia.
Na początku lat 80. zdiagnozowano u niego  raka gardła. Nadal występował, ale radioterapia, która przedłużyła mu życie, miała wpływ na jego struny głosowe i pogorszenie poziomu jego wokalistyki. Przez większą część życia palił papierosy.
W 1995 nagrał swój ostatni album Spoon’s Blues. W następnym roku został wprowadzony do Jazzowego Panteonu Sławy stanu Arkansas oraz otrzymał Nagrodę za Całokształt Dokonań (Lifetime Achievement Award) przyznana przez Arkansas Jazz Heritage Foundation.
Zmarł wskutek nawrotu choroby nowotworowej. Miał 77 lat.

### Małżeństwa i dzieci
W 1951 ożenił się z Rachel, z którą rozwiódł się dwa lata później. Nie mieli dzieci. W 1962 poślubił Dianę Williams, ale jeszcze pod koniec tego samego roku miał wszcząć postępowanie rozwodowe. Na początku lat 70. miał partnerkę o imieniu „Joyce”. W 1978 prasa doniosła o jego zaręczynach z Sharon Riverą. Przy okazji podano, że przez dwanaście lat pozostawał w stanie wolnym. Natomiast w 1997 w jednym z jego nekrologów napisano, że pozostawił żonę Dianę i troje dzieci.

## Wybrana dyskografia
- 1957 Wilbur de Paris Plays & Jimmy Witherspoon Sings – New Orleans Blues (Atlantic)
- 1958 Jimmy Witherspoon with Jay McShann and His Band – Goin’ to Kansas City Blues (RCA Victor)
- 1959
  - Feelin’ the Spirit (HiFi Jazz)
  - Singin’ the Blues (World Pacific)
  - Jimmy Witherspoon at the Monterey Jazz Festival (HiFi Jazz)
- 1960
  - Witherspoon–Mulligan–Webster – At the Renaissance (HiFi Jazz)
  - Jimmy Witherspoon (Crown Records)
  - Jimmy Witherspoon Sings the Blues (Crown)
- 1961 
  - Jimmy Witherspoon with Buck Clayton (Vogue)
  - Spoon (Reprise)
  - Hey, Mrs. Jones (Reprise)
- 1962 Roots – Jimmy Witherspoon featuring Ben Webster (Reprise)
- 1963
  - Baby, Baby, Baby (Prestige)
  - Stormy Monday and Other Blues by Jimmy Witherspoon (Sutton)
- 1964
  - Evenin’ Blues (Prestige)
  - Blues Around the Clock (Prestige)
  - Blue Spoon (Prestige)
  - Some of My Best Friends are the Blues (Prestige)
  - Take This Hammer (Constellation Records)
- 1965
  - In Person (Vogue)
  - Spoon in London (Prestige)
  - Blues for Spoon and Groove – Jimmy Witherspoon and Groove Holmes (Surrey Records)
- 1966
  - Spoon Calls Hootie – Jimmy Witherspoon with Jay McShann’s Band (Polydor)
  - Spoon Sings and Swings (Fontana)
  - A Blue Point of View (Verve)
  - Blues for Easy Livers (Prestuge)
- 1967 Jimmy Witherspoon with Brother Jack McDuff – The Blues is Now (Verve)
- 1968
  - A Spoonful of Soul (Verve)
  - Live (Stateside)
- 1969 The Blues Sings (BluesWay)
- 1970
  - Hunh! (BluesWay)
  - Ain’t Nobody’s Business – The Dutch Swing College Band Meets Jimmy Witherspoon (DSC Production)
- 1971
  - Handbags And Gladrags (ABC)
  - Guilty! – Jimmy Witherspoon–Eric Burdon (MGM Records) lub Eric Burdon & Jimmy Witherspoon – Black & White Blues (LAX Records)
- 1974 Jimmy Witherspoon & Ben Webster – Previously Unreleased Recordings (Verve)
- 1975
  - Spoonful (Blue Note)
  - Love is a Five Letter Word (Capitol)
- 1977
  - Live Jimmy Witherspoon & Robben Ford (LAX Records)
  - Buck Clayton And Jimmy Witherspoon – Live in Paris (Vogue)
- 1978 Jimmy Witherspoon Sings the Blues (Black & Blue)
- 1980 Spoon’s Life (Isabel)
- 1983 Jimmy Witherspoon (Doblon)
- 1985 Patcha, Patcha, All Night Long – Joe Turner Meets Jimmy Witherspoon (Pablo)
- 1990 
  - Ain’t Nobody's Business (Jazz Hour)
  - Spoon So Easy (Chess)
- 1992 Jimmy Witherspoon & Robben Ford – Live at the Notodden Blues Festival (Blue Rock’it Records)
- 1995 Spoon’s Blues (Stony Plain Records)
- 2003 The Chronological Jimmy Witherspoon 1947–1948 (Classics)
- 2004 The Chronological Jimmy Witherspoon 1948–1949 (Classics)
- 2006 The Chronological Jimmy Witherspoon 1950–1951 (Classics)
- 2021 Jimmy Witherspoon – The Dick Morrissey Quartet – Live in London 1966 (Rhythm and Blues)
- 2022 Jimmy Witherspoon Sings the Blues (Black & Blue)

Zestawienie wg dat wydania płyt

## Nagrody i wyróżnienia
- 1975 Image Award przyznana przez Krajowe Stowarzyszenie na rzecz Popierania Ludności Kolorowej (NAACP)[1]
- 1996
  - Wprowadzenie do Jazzowego Panteonu Sławy stanu Arkansas
  - Nagroda za Całokształt Dokonań (Lifetime Achievement Award) przyznana przez Arkansas Jazz Heritage Foundation
- 2008 Wprowadzenie do Panteonu Sław Bluesa[8] – pośmiertnie

## Uwaga
1. ↑  Niektóre źródła jako datę jego urodzenia podają 8 sierpnia 1920 lub 1923. Inne natomiast – za jego synem – podają datę 18 sierpnia 1921. Natomiast sam w 1996 powiedział w wywiadzie, że ma siedemdziesiąt cztery lata, co mogłoby uwiarygodnić datę podawaną przez syna[1].